# I pini di Roma
I pini di Roma è un poema sinfonico composto nel 1924 da Ottorino Respighi.

## Storia
È uno dei capolavori della cosiddetta trilogia romana insieme a Fontane di Roma e Feste romane. Ciascun movimento descrive l'ubicazione di un gruppo di pini di Roma, nel corso delle ore della giornata.
La prima esecuzione avvenne al Teatro Augusteo di Roma il 14 dicembre 1924, sotto la direzione di Bernardino Molinari. Il 14 gennaio 1926 avvenne la prima americana, diretta da Arturo Toscanini, al suo debutto con la New York Philharmonic; Toscanini diresse i Pini anche nel suo ultimo concerto con quest'orchestra, nel 1945. Lo stesso Respighi, giunto oltre oceano nel dicembre 1925 per una tournée, diresse i Pini con la Philadelphia Orchestra, due giorni dopo la prima diretta da Toscanini.

## Movimenti
1. "I pini di Villa Borghese"
2. "Pini presso una catacomba"
3. "I pini del Gianicolo"
4. "I pini della via Appia"

Il primo movimento, chiamato "I pini di Villa Borghese", descrive dei bambini rumorosi che giocano ai soldati e marciano nella pineta della Villa Borghese. Il secondo movimento, "Pini presso una catacomba" è una nenia maestosa, che rappresenta una pineta nei pressi di una catacomba nella campagna romana. Gli strumenti dei timbri bassi dell'orchestra, più il pedale d'organo a 16' e 32', vogliono descrivere la caratteristica sotterranea della catacomba, mentre i tromboni vogliono ricordare il canto dei preti. Il terzo tempo, un notturno, "I pini del Gianicolo", è ambientato di notte, presso un tempio del dio Giano dell'antica Roma, sulla collina del Gianicolo. Giano bifronte spalanca porte e portoni, segnando l'inizio di un nuovo anno. Si ode il canto di un usignolo, che Respighi utilizza per descrivere la vita reale ed i suoni degli uccelli, qualcosa di mai fatto fino ad allora. Lo spartito dà menzione di una registrazione realizzata su di un fonografo: il Brunswick Panatrope. L'ultima sezione, "I pini della via Appia", raffigura i pini lungo l'antica consolare romana Via Appia. In un'alba nebbiosa, una legione avanza lungo la via Appia nel fulgore del sole appena sorto. Respighi voleva far sentire la terra tremare sotto i passi del suo esercito e diede all'organo il compito di descrivere, utilizzando, nella tonalità di Si bemolle, i registri all'8', 16' e 32' del pedale. Il pezzo richiede l'impiego della buccina - antiche trombe attualmente rappresentate dal flicorno. Il pezzo si conclude con un trionfo di trombe delle legioni sul Campidoglio.

## Strumentazione
La composizione richiede l'impiego di una grande orchestra:
- legni: due flauti, ottavino, due oboi, corno inglese, due clarinetti in Si bemolle e in La, clarinetto basso in Si bemolle e in La, due fagotti, controfagotto
- ottoni: quattro corni in Fa, Sol, tre trombe in Si bemolle, due tromboni tenori, trombone basso, tuba, sei buccine in Si bemolle (a tutt'oggi sostituite da flicorni: due soprano, due tenore, due basso), trombe fuori scena
- percussioni: timpani, grancassa, piatti, due piccoli piatti, tam-tam, triangolo, raganella, tamburo, glockenspiel
- tastiere: organo, pianoforte, celesta
- arpa
- archi: violini I e II, viole, violoncelli, contrabbassi
- fonografo (per la riproduzione del canto dell'usignolo)

## Utilizzo nei media
- Una versione arrangiata commenta un brano del film d'animazione Fantasia 2000 della Walt Disney, con delle balene megattere volare nell'aria. Il secondo movimento del pezzo è omesso, insieme con l'assolo del corno inglese nel quarto movimento.
- Il componimento è stato usato nella sua interezza in A Movie (1958) di Bruce Conner.
- Alcuni estratti appaiono in Fireworks di Kenneth Anger.
- L'introduzione è utilizzata nella canzone del 1983 City of Love del gruppo rock gruppo Yes.
- Il componimento è alla base della maggior parte del repertorio musicale eseguito in occasione del campionato mondiale dei Drum Corps International, allo Star of Indiana's 1991.